# Wilhelm Heinrich Dammann
Wilhelm Heinrich Dammann, Pseudonym: Gert Urgert (* 9. Januar 1889 in Heiningen; † nicht ermittelt), war ein deutscher Schriftsteller. Zum 1. Februar 1931 trat er der NSDAP bei (Mitgliedsnummer 423.022). Er war Gründer und Schriftleiter der Monatshefte Deutsches Erbe, Herausgeber der Artwachtbriefe und Reichsstellenleiter im Hauptarchiv der NSDAP in München. 

## Werke (Auswahl)
- Der Schlotbaron. Ein Roman. Alfred Roth-Verlag, Stuttgart 1926; 8. Aufl., Verlag Deutsche Erde München 1930.
- Kaiser, König, Pontifex. Blutendes Deutschtum unter päpstlicher Machtpolitik. München 1937.
- Wenn die Seele spricht, Gedanken in Versen. 1937.